# Heinrichita
Heinrichita es el nombre de un mineral radiactivo, compuesto de arseniato hidratado de uranilo y bario, que pertenece al grupo de la autunita. Es el arseniato análogo de la Uranocircita. Fue descubierta en 1958 en la mina White King, Oregón, Estados Unidos, y lleva su nombre en honor al mineralogista Eberhardt William Heinrich (1918-1991), Universidad de Míchigan.